# 小行星1100
小行星1100（1100 Arnica）是一颗围绕太阳公转的小行星。1928年9月22日，卡爾·威廉·萊茵姆特在海德堡发现了此天体。
該小行星以山金車命名。
这颗小行星的绝对星等为10.90等。